# Фреден (місто)
Фреден (нім. Vreden) — місто в Німеччині, знаходиться в землі Північний Рейн-Вестфалія. Підпорядковується адміністративному округу Мюнстер. Входить до складу району Боркен.
Площа — 135,53 км2. Населення становить 22 676 ос. (станом на 31 грудня 2020).